# ジョージアの経済

旧ソヴィエト連邦諸国のひとりあたりGDPの推移（2014年以降は推計）

ジョージアの経済（英語: Economy of Georgia）は、南コーカサスに所在するジョージア（グルジア）とその国民によって形成される、ひとつの新興自由市場経済である。この国の国内総生産（GDP）はソビエト連邦の崩壊（1991年）にともない急落したが、平和的なバラ革命（2003年）によってもたらされた経済的・民主的諸改革によって2桁台の経済成長を遂げ、2000年代半ばには復活を遂げた。ジョージアは、「2003年のほとんど機能不全に近い状態から2014年には比較的良好に機能する市場経済へと動いた」と形容されるほどの経済発展をつづけている。2007年には世界銀行が、ジョージアを「世界随一の経済改革者」と命名しており、 ビジネス環境ランキングでも常に上位に位置する国である。
ジョージア経済はまた、比較的自由で透明性（トランスペアレンシー）の高い雰囲気のなかでサポートされている。トランスペアレンシー・インターナショナルの2015年報告書によれば、この国は黒海地域で最も腐敗の少ない国であり、隣接する諸国よりも透明性において上回り、ヨーロッパ連合諸国とほぼ並ぶ水準であるとしている。あわせてメディア環境においては、ジョージアは出版の自由に対してほとんど敬意の払われることのない周辺諸国のなかで唯一報道の自由をもつ国である。
2014年以来、ジョージアはヨーロッパ連合（EU）の包括的自由貿易圏の一部となっており、対EU貿易はジョージアにおける貿易総額の4分の1以上を占め、EUは同国にとって最大の貿易相手であり続けている。EUとの貿易協定ののち、2015年には二国間の相互貿易はさらなる増加を記録したが、一方、ロシア連邦を中心とする独立国家共同体（CIS）との貿易は急激に減少した。

## 歴史
ジョージアの近代経済は、黒海観光、柑橘類、茶、ブドウの栽培を中心に展開しており、これらにマンガン鉱・銅鉱採掘、大産業として発展するワイン、金属、機械、化学品、繊維製品の生産などが加わる。多くの旧ソヴィエト連邦構成国家と同様、1990年代のジョージアは、高インフレと巨大な財政赤字のせいで、経済が大きく落ち込んだ。 1996年、ジョージアの財政赤字は、予算の6.2％にまでおよんだ。そのあいだ国際金融機関は、ジョージア国家の予算の計上において重要な役割を演じた。多国間及び二国間贈与と貸付金は、1997年に1億1,640万ラリ、1998年には1億8,280万ラリにのぼった。
景気回復は、アブハジアと南オセチアの分離主義者たちとそれに対抗するジョージア国内の勢力によって引き起こされた南オセチア戦争 (1991年-1992年)やアブハジア戦争などの紛争、さらに、1997年のアジア金融危機などによって妨げられた。にもかかわらず、1995年から2003年まで大統領職にあったエドゥアルド・シェワルナゼのリーダーシップの下、ジョージア政府は基本的な市場改革にいくつかの進歩を遂げた。それは、すべての価格とほとんどの貿易に自由化をもたらし、安定的な自国通貨「ラリ」、さらに強靭な「小さな政府」を実現させたのである。
1990年代後半、10,500を超す小企業は民営化された。しかし、中ないし大企業の民営化は遅々として進まなかった。1,200を超える数の中・大企業は合資会社として認定された。企業設立にかかわる法的根拠ならびに国有資産の民営化のための手順を確立させた法・命令は、国家によって統制される企業の数を減らした。
ジョージアがソ連からの独立を獲得した直後、アメリカ合衆国は改革の途上にあるジョージアの支援を始めた。とくに2004年に大統領に就任したミヘイル・サアカシュヴィリはアメリカとの良好な関係を築いた 。米国による支援の焦点は、人道的なものから徐々に技術をになう人材養成や制度構築の計画へとシフトしていった。米国提供の司法・技術顧問は、ジョージアの国会議員、法執務当局および経済アドバイザーのために研修の機会をあたえ、支援を補った。

## 最近のマクロ経済実績
過去数年にわたり、ジョージアは旧ソ連諸国で最も速く経済成長を遂げた国の1つとなっている。2003年のバラ革命以来、新生ジョージア政府は、国家の営みのあらゆる局面にふれる広範かつ包括的な改革を実行にうつした。経済改革は、経済自由化と持続可能な開発という要請に対処したものであり、民間部門の開発に基礎を置くものであった。魅力的なビジネス環境の確立が、外国からジョージアへの直接投資の大規模な流入を導き、高い経済成長率を促したのである。
2013年、ジョージアは、新興市場を対象とするエネルギー安全保障の成長繁栄指数で国際的に上位10か国にランク入りした。CISTRAN金融ニュースによって公開された記事によれば、この指標は、エネルギー備蓄状況やGDPに基礎をおく強力な成長の可能性を秘めている新興国を特定する。
経済改革に基づき、ジョージアの経済は多角化し、2004年から2007年までの年間GDP実質成長は平均10%の上昇傾向を示し、とりわけ2007年には12.3%の最高水準に達した。全体的にみれば、2004年から2007年の間、ジョージア国の経済は35%も拡大したのである。
2008年にはロシアとの戦争（南オセチア紛争）と世界金融危機が起こったのに対し、ジョージアは経済政策の改革と自由化によって外部からの衝撃に非常に優れた弾力性を示した。これらの衝撃にもかかわらず、ジョージア経済は2008年に前年比より2.3%増加した。2009年には-3.8%と緩やかに減速したものの短期間で回復し、2010年にはGDP実質成長率6.3%、2011年のそれは7.0%に達した。2010年の失業率は16.3%で、2009年の16.9%からは減少している。
2013年、ジョージアの年間インフレーション率は2.4%であった。これは、2010年の11.2%より顕著に減少している。 インフレ率の伸びは世界食料価格危機の結果であり、食料品の占める割合がジョージアの「消費者バスケット」において相対的に高い限り、インフレ変動の本質的な部分は食料価格の変動に由来している。
2011年、IMFはジョージアの経常収支は14億8,900万ドルのマイナスであったと推定している。ジョージアはヨーロッパおよび南コーカサスの旧ソ連構成国家のなかでは赤字額は適正な規模である。
| 順位 | 国               | GDPに対する 経常収支割合（2010年） | 2011年IMF推計 |
| ---- | ---------------- | ---------------------------------- | ------------- |
| 1    | アゼルバイジャン | 27.662                             | 22.664        |
| 2    | ロシア           | 4.807                              | 5.518         |
| 3    | ウクライナ       | -2.091                             | -3.893        |
| 4    | アルメニア       | -13.873                            | -11.697       |
| 5    | ベラルーシ       | -15.522                            | -13.442       |
| 6    | リトアニア       | 1.835                              | -1.860        |
| 7    | モルドバ         | -8.300                             | -9.897        |
| 8    | エストニア       | 3.565                              | 2.424         |
| 9    | ジョージア       | -9.618                             | -11.700       |
| 10   | ラトビア         | -22.938                            | -8.320        |

当座預金における赤字は、強力な外国資本の流入によってそれ以上に相殺されており、ジョージアの通貨は高い評価があたえられている。
政府は、米国および国際機関から提供されるかなりの援助のおかげで安定的な財政を維持しながら管理している。欧州復興開発銀行（EBRD）のアナリストは、海外在住労働者からの実質的な国際的な金融支援と送金が中期的に経常赤字をカバーすると分析している。国際通貨基金（IMF）は、政府の経済政策を積極的に評価している。
|                                         | 2008    | 2009    | 2010    | 2011    | 2012    | 2013    | 2014* l | 2014* ll |
| --------------------------------------- | ------- | ------- | ------- | ------- | ------- | ------- | ------- | -------- |
| 現在の物価でのGDP、百万ラリ             | 19074.9 | 17986.0 | 20743.4 | 24344.0 | 26167.3 | 26847.4 | 6307.2  | 7162.8   |
| 2003年の物価水準に換算したGDP、百万ラリ | 12555.3 | 12085.5 | 1235.0  | 13757.2 | 14637.7 | 15123.7 | 3504.1  | 3919.4   |
| GDP実質成長率、%                        | 2.6     | -3.7    | 6.2     | 7.2     | 6.4     | 3.3     | 7.2     | 5.2      |
| GDPデフレーター、%                      | 9.4     | -2.0    | 8.6     | 9.5     | 1.0     | -0.7    | 1.9     | 4.0      |
| 1人あたりGDP (現在物価で)、ラリ         | 4352.9  | 4101.3  | 4675.7  | 5447.1  | 5818.1  | 5987.6  | 1404.6  | 1595.1   |
| 1人あたりGDP（現在物価で）、米ドル      | 2921.1  | 2455.2  | 2623.0  | 3230.7  | 3523.4  | 3599.6  | 802.9   | 905.0    |
| 現在の物価のGDP、百万米ドル             | 12800.5 | 10767.1 | 11636.5 | 14438.5 | 15846.8 | 16139.9 | 3605.3  | 4064.1   |

## 外国からのジョージアへの直接投資
外国からの直接投資（FDI）の大規模な流入は、2003年以来ジョージアの急速な経済成長の原動力要因となっている。
国内および外国人投資家にとって、公正で自由な投資環境とアプローチは、ジョージアを魅力的な直接投資先とする。
安定した経済発展、自由主義かつ自由市場を指向する経済政策、6種類だけとした租税と軽減された税率、ライセンス・許認可の減少、劇的に簡素化された管理手順、諸外国との互恵的な貿易体制、地理的優位性、よく開発され、統合された多種類による輸送インフラ、教育を受け、熟練し、競争力のある労働力、これらはジョージアにおける事業成功のための強固な基盤を提供する。
2003年から2011年まで、ジョージアへの外国からの直接投資は85億1,150万ドルに達した。直接投資が最高潮に達したのは2007年の20億1,500万ドルであり、年率69.3%の増加であった。投資率の高さは2008年まで維持された、しかし、2009年以降は直接投資の流入は減少傾向を示した。これは、ロシア・ジョージア戦争と世界金融危機の影響であり、その理由は、外部からの衝撃であった。
2009年から2011年の間、外国からの直接投資で最も大きなシェアをもったのは工業部門の7,650億ドル（31.2%）で、不動産部門も3,890億ドル（15.8%）に達した。下の表は、旧ソ連諸国から選ばれた国の直接投資残高の対GDP割合を示している。統計目的のため、FDI（外国からの直接投資）が組み込まれている会社では普通株の10%以上の普通株を所有している外国企業として、それ以外はFDIの組み込まれていない企業として定義されている。
| 順位 | 国           | 外国からの直接投資（FDI）残高の対GDP比（2010年） |
| ---- | ------------ | ------------------------------------------------ |
| 1    | エストニア   | 85,6                                             |
| 2    | ジョージア   | 67,1                                             |
| 3    | カザフスタン | 61,1                                             |
| 4    | ウクライナ   | 42,5                                             |
| 5    | ロシア       | 28,7                                             |
| 6    | アルメニア   | 18,5                                             |
| 7    | ベラルーシ   | 18,3                                             |

ジョージアにおける外国直接投資（年度別）
| 年   | 投資額（百万ドル） |
| ---- | ------------------ |
| 2000 | 131.2              |
| 2001 | 109.8              |
| 2002 | 167.3              |
| 2003 | 340                |
| 2004 | 499.1              |
| 2005 | 449.7              |
| 2006 | 1100               |
| 2007 | 2010               |
| 2008 | 1500               |
| 2009 | 658.4              |
| 2010 | 814                |
| 2011 | 1111               |
| 2012 | 865                |
| 2013 | 914                |
| 2014 | 1750               |
| 2015 | 1350               |

## 貿易

ヨーロッパ連合（EU）加盟国
欧州自由貿易連合（EFTA）およびヨーロッパ単一市場
DCFTA（EUの包括的自由貿易圏）

2014年以来、ジョージアはヨーロッパ連合（EU）の包括的自由貿易圏の一部となっており、ジョージアにとってEUは最大の貿易相手であり、貿易取引額全体の4分の1以上を占める。EU貿易協定に続き、2015年には二国間貿易のさらなる増加を示し、その一方でロシアが主導する独立国家共同体（CIS）との貿易は22%も減少した。特に同国産のワインはロシアから輸入規制を強化されている。
2015年現在、取引規模順のジョージアの主な輸出品は次のとおり。
- 銅鉱石及び濃縮物、鉄合金、ヘーゼルナッツ、医薬品、窒素肥料、ワイン、原油、ミネラルウォーター、非変性エチルアルコール、蒸留酒（スピリッツ類など）[26]。

2015年現在、取引規模準のジョージアの主な輸入品は次のとおり。
- 石油製品、自動車、炭化水素、銅鉱石及び濃縮物、携帯電話およびその他無線電話、小麦、タバコ、鉄管・鉄材・鉄製品[26]。

## 国際的な送金
ジョージアの中央銀行（ジョージア国立銀行）によって公表された数字によると、外国からジョージアへの送金は2011年、前年（2010年）から20.5%増加し、12億6,000万ドルと史上最高を記録した。従来、ジョージアに対し最大の送金元であったロシアからの送金は、2011年には6億5,520万ドルにおよんだ。
それ以外でジョージアの主な送金元となっている国は次のとおり。
- ギリシャ- 1億4,460万ドル、イタリア- 1億0,910万ドル、アメリカ合衆国- 7,550万ドル、ウクライナ- 5,240万ドル、スペイン- 3,090万ドル、トルコ- 2,760万ドル、カザフスタン- 2,610万ドル、イギリス-1,460万ドル、イスラエル- 1,430万ドル、インド- 1,320万ドル、ドイツ- 1,290万ドル[53]。

## 制度改革

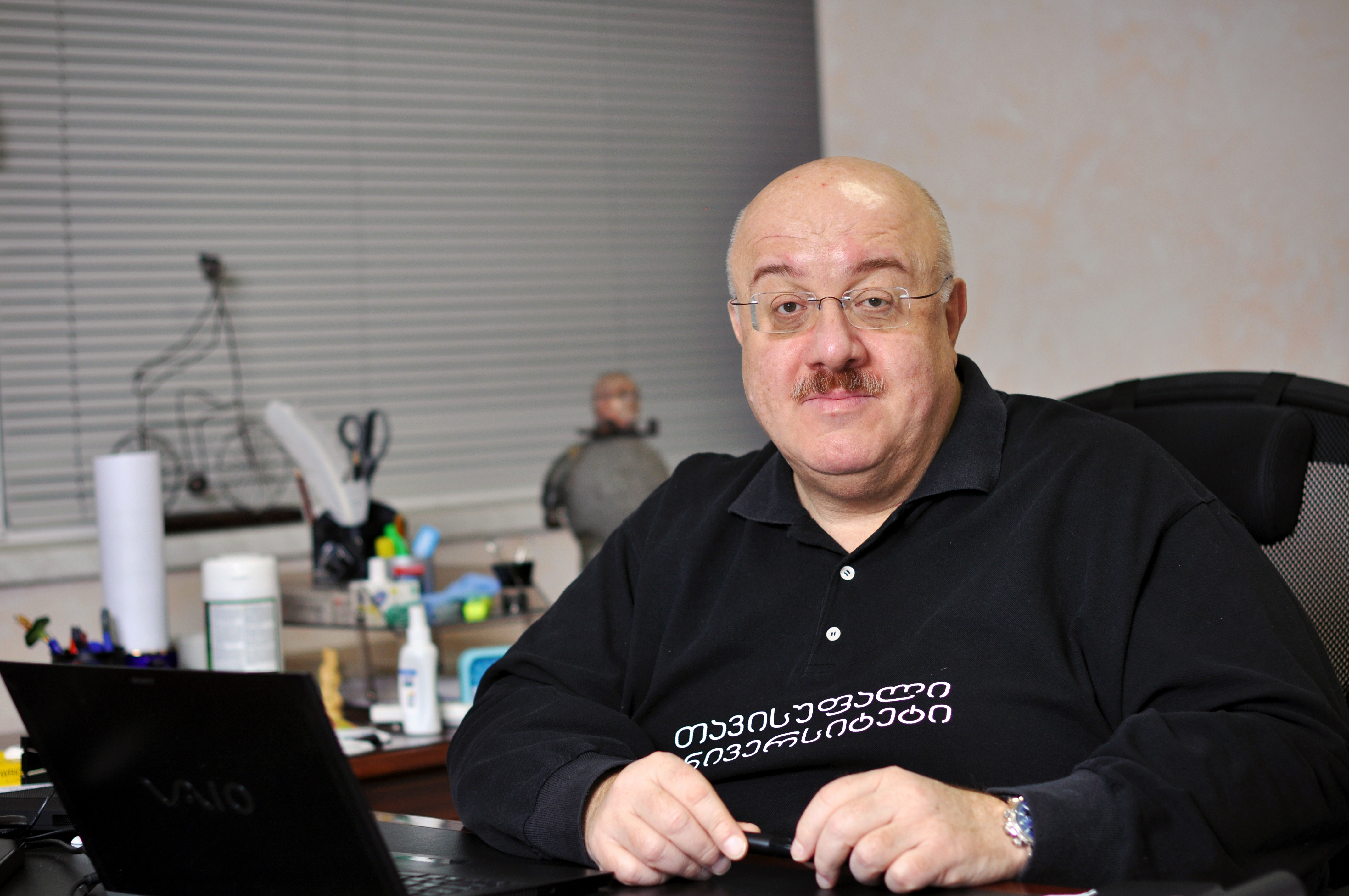
カハ・ベンドゥキゼ

ミヘイル・サアカシュヴィリ政権下、ジョージアは経済を近代化し、ビジネス環境の改善を目的とするいくつかの深遠な制度改革に着手した。カハ・ベンドゥキゼ（1956年 - 2014年）は、彼の統治の間の最も著名なチームメンバーのひとりであり、ジョージア経済改革省の調整役として力をふるった。実施された制度改革は、民主主義の原理を守ることによって動機づけられ、効率的で専門的で透明性の高い公的部門を生み出した。経済上の規制緩和政策によって、国家が調整すべき領域は格段に縮小したばかりではなく、規制の手続きが簡素化されたのである。
ジョージアは、それが発展のための主要な障害の一つであった、腐敗との戦いに成功した。ジョージアの成功は異なる格付機関によって認められている。トランスペアレンシー・インターナショナルによれば、ジョージアは汚職との戦いにおいて旧ソヴィエト地域で最上位を占める。トランスペアレンシー・インターナショナルが公表した腐敗認識指数によると、Georgiaは2004年の113位から大幅に上昇して、2014年には50位にランクされた。「グローバル腐敗バロメーター2010」ではGeorgiaの腐敗の減少度合は世界一である。国際金融公社の「ビジネス認識調査2012」では公的機関との関係において腐敗が問題だと回答したのは調査対象のわずか0.11％（920人中1人の回答者）にすぎなかった。
ジョージアはヨーロッパ内でも最もリベラルな税務上の管轄権を有している。税金の数は21からわずか6まで減少し、税率もまた低下した。さらに、重要な手続上ないし制度上の改革が実行にうつされた - 簡素化された税務紛争に対応するシステムが確立され、税にかかわる行政組織が効率化され、現在、税金のほとんどはオンラインで支払われている。
税関においては通関手続きが劇的に簡素化された。関税改革は、外国貿易への進出を簡略化して、そのコストを大幅に削減した。輸入関税の数は、輸入品のおよそ90%において廃止され、以前16種類にわたった関税率はわずか3種類に限られることとなった。現在、関税ラインの86%は、2005年の26%と比較して大幅に免税措置が講じられている。現代では透明性を保持した税関が確立し、通関手続きはわずか15分で開始する。
ライセンスおよび許認可システムの近代化は、ライセンス・許認可にかかわる行政手続きの減少とその簡素化をもたらしたのである。
国有財産の民営化 - 2004年から始めた透明な民営化政策の実行はジョージア政府にとって重要な改革のひとつであった。それは、外国投資を誘致していっそう増加させ、民間部門を開発し、国有化されていないジョージアの資源を有効利用するものであった。
リベラルな労働法は、雇用者と被雇用者のあいだの関係を単純化した。 改革の結果、雇用と解雇の費用が低減し、「ヘリテージ財団」や他の分析センターによって「ジョージアの労働慣行」と名づけられる、世界で最もリベラルな労働関係が実現した。
ジョージアは、事業や資産を登録するための最も単純化した手順を提供している。異なる文書の取得はオンラインでおこなうことのできる「ワン・ストップ・ショップ」を経ることで一度で済んでいる。世界銀行の「ビジネスのしやすさ指数2012年報告書」によれば、最近5年間で同指標は16位の位置にあり、2006年の112位から大きく順位を伸ばして世界174か国中トップクラスの改革者と形容された。ジョージアは、他の評価、すなわち、当初建設箇所の許認可に関しては4位、ビジネス開始に関しては7位、債券の取得に関しては8位など、他の資産登録における指標でもリードする側に立っている。

### ライセンス規定
ライセンス（特許）および許認可にかかわる制度改革によって、特許件数・許認可件数は90%減少した。現在、ライセンスや許認可は非常に危険な財やサービスの生産、あるいはまた天然資源の使用や特別な活動の運用だけに限られている。ライセンス発行や許認可手続きの大幅な簡略化によって「ワン・ストップ・ショップ」や「沈黙は同意である」原則が生まれ、通知されていない人に対しても導入され、ライセンス発行に対して異議が示されない場合は、限られた枠組のなかで関連団体からのライセンス発行が検討される。
建設許可を取得するための手順もまた劇的に簡略化され、それはわずか3つの手順を必要とするのみとなった。これにより、建設許可がおりるまで時間が大幅に減少した。世界銀行（WB）発行の『ビジネス環境の現状（"Doing Business"）』2012年版によれば、ジョージアは世界で4番目、東欧および中央アジア（両者あわせてECA地域という）では最高のパフォーマーである。手順と日数、それにかかるコスト（一人あたり収入に対するパーセンテージ）は他のECA地域およびOECD（経済協力開発機構）諸国に比べ、はるかに省かれている。
ライセンスおよび許認可にかかわる新しい法律が2005年に導入されたのち、あらゆることが変わったのである。ジョージアに倉庫を建設する承認手続きは現在、デンマークを除くすべてのEU諸国よりも効率的である。

### 税の徴収
2011年1月以来、新しい税法が施行された。それは従来の租税諸法と関税法を統合したものである。新税法はジョージアの税制への自信を増大させ、納税者と税務当局のあいだのやりとりを改善して税務当局への信頼を強化した。納税者の権利は保護され、管理はいっそう効率化が図られ、さらにジョージアの法が国際的に最高の税務慣行やヨーロッパ連合からの指令と調和したのである。
ジョージアにはわずか6種類の税金だけが法律の税率として存在する。所得税（個人収入税）- 20%、利益税（法人税）- 15%、付加価値税- 18%、物品税- 変動制、資産の自己評価に対する最高税率1%の資産税、および関税- 0%・5%・12%である。加えて、重要な手続上ないし制度上の改革が実行され、税金紛争の解決を簡略化し、効率化された税務管理は効率化されて、納税時間および納税コストを減少させた。ジョージアは、付加価値税納入のための申告を簡素化し、電子マネーの導入によって、企業にとって納税手続きを容易なものとした。
輸入関税は、輸入品の約90%について廃止され、従来の16種類の税率に替わって0%、5%、12%の3種類のみとなった。ジョージアは、農産品や工業製品のいくつかについて輸入税を設定する。加えて、輸出入には数量制限（クォータ制）が設けられていない。

### 労働規則
16%程度におよぶ失業率と非公式経済に多くの仕事をかかえるジョージアでは、労働規則のための遠大な改革に着手した。新しい労働法は、2010年12月17日に採択された。新法は、長期労働契約の継続時間と残業時間数の制限を緩和し、残業のために必要な保険料支払いを廃止した。また、働きのわるい労働者を解雇するため労働組合から通知や許可を得る必要がなくなった。新法は、労働者の年功に応じて管理者が労働組合や関連省庁に長い説明を書き、十分な予告期間を設けなければならなかった従来の複雑な慣行を改め、1か月分以上の退職金を支払えば解雇できるものとした。一般に、新たな規制は、ジョージアの労働市場をいっそう柔軟なものにしている。
ジョージアはまた、2005年には企業が賃金に応じて支払ってきた社会保障負担を31%から20%へと引き下げた。2008年1月からは完全廃止となったが、このような改変の事実によってジョージアはグローバルな労働者雇用の容易な世界6番目の国となっている。

### 司法手続
法廷の場での腐敗を減らすことは、新政府の主な優先事項の1つであった。2004年にミヘイル・サアカシヴィリ政権が成立したとき、7人の裁判官が賄賂を受け取ったとして拘留されており、15人が刑事裁判所に提訴されていた。 2005年だけで、司法懲戒会議は全体の約40%の裁判官による99の判決を見直し、12人の裁判官が解雇された。一方で裁判官の給与が引き上げられ、収賄への依存の軽減が図られた。
グローバルな財産権指数によれば、ジョージアは現在100のうち40ほどしか財産権が保護されていない。それは、「法廷システムは非常に非効率的であり、かつ遅延が法廷システムの活用を阻止するほどの長さとなっている。腐敗が存在し、司法は政府の他の部署によって影響される。土地の収用が可能である」との見方に立っている。その真偽については議論の余地があるものの、司法システムに関する不満な反応のいくつかは、ジョージア国内のウェブサイト中に見出すことができる。

## 失業問題
失業率の高さは、1991年に独立を獲得して以来、ジョージアにとって永遠の課題となっている。ジョージア国家統計局によると、2011年の失業率は2010年の16.3%から減じて15.1%であった。2015年にはさらに減少して12.0%となっている。
ジョージアの人口の半数近くは、低強度の自給自足的農業が生活の主要な糧を提供する農村部に住んでいる。ジョージア国家統計局サービスではそうした個々の人びとは自営的労働者にカテゴライズされる。2007年には農業従事者41万6,900人が自営業にカウントされていた。大家族であるために、世帯主は、一般に「個々の起業家」として記載され、農地開拓に役立つ家族の一員はそれぞれ「無給のファミリービジネスの労働者」として分類される。このような統計手法の適用は、農村部の方が都市部やトビリシにくらべ比較的低い失業率となる。
|                         | 2005   | 2006   | 2007   | 2008   | 2009   | 2010   | 2011   | 2012   | 2013   | 2014   | 2015   |
| ----------------------- | ------ | ------ | ------ | ------ | ------ | ------ | ------ | ------ | ------ | ------ | ------ |
| 労働力人口、千人        | 2023.9 | 2021.8 | 1965.3 | 1917.8 | 1991.8 | 1944.9 | 1959.3 | 2029.1 | 2003.9 | 1991.1 | 2021.5 |
| 就業者人口、千人        | 1744.6 | 1747.3 | 1704.3 | 1601.9 | 1656.1 | 1628.1 | 1664.2 | 1724.0 | 1712.1 | 1745.2 | 1779.9 |
| 失業者人口、千人        | 279.3  | 274.5  | 261.0  | 315.8  | 335.6  | 316.9  | 295.1  | 305.1  | 291.8  | 246.0  | 241.6  |
| 失業率、%（パーセント） | 13.8   | 13.6   | 13.3   | 16.5   | 16.9   | 16.3   | 15.1   | 15.0   | 14.6   | 12.4   | 12.0   |

## 経済構造

### 鉱工業
ジョージアの豊かな鉱物資源・エネルギー資源は、地方の工業活動をささえている。石炭、天然ガス、泥炭の鉱床があり、大規模なマンガン鉱床が多くの鉱業分野をささえている。伝統的な工業として、鉄鋼業、機関車製造、機械工業、化学工業の各部門がある。

### エネルギー

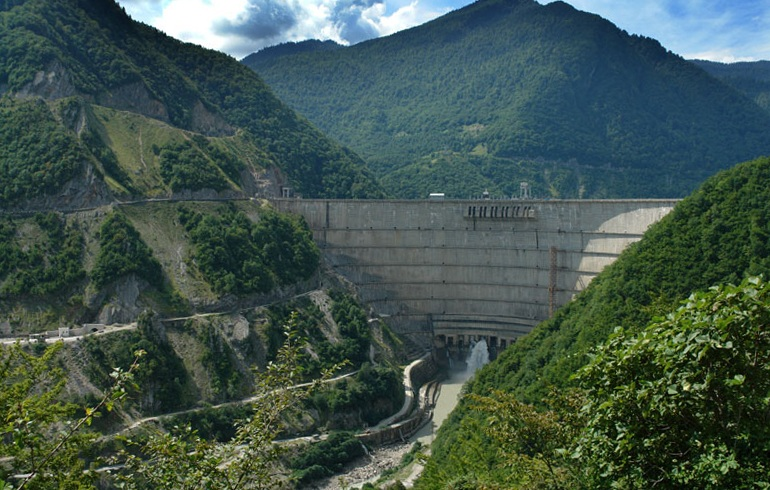
1987年に建設されたエングリ・ダムはジョージアの水力発電において重要な位置を占める

ジョージアには水力発電に理想的な急流があり、相当量の水田発電能力を有し、これはエネルギーの供給およびエネルギー政策においていっそう重要性を増す要因のひとつとなっている。その国土の地勢と水力資源の豊かさは、ジョージアにコーカサス地域での水力発電市場を支配する大きな可能性をもたらしている。ジョージア・エネルギー省は、ジョージア全土にわたって2万6,000内外の河川があり、およそ300の河川ではエネルギー生産の面において有望であると推定している。同省はまた、水力発電所のためのプロジェクトを推進するため約24億ドルを計上すべきと主張している。ジョージアの前エネルギー大臣であったアレクサンデル・ヘタグリは、2万2,000メガワット以上の発電能力をもつ水力発電プロジェクトを提案したが、それにかかる費用は40億ドルを超え、さらに民間からのファンドも必要とされると見込まれた。
このプロジェクトは、実現すれば単独でジョージアを世界第二の水力発電の国に転換させうるものである。
ジョージアは2007年、時間あたり83.4億キロワットを発電する一方で、時間あたりの電力消費は81.5億キロワットに達している。ジョージアの発電はほとんどが水力発電施設によるものであり、2005年の水力発電は時間あたり61.7億キロワットで総発電量の86パーセントを占める。2006年、水力発電出力の急速な成長（27パーセント）は、温熱における堅調な発電の成長（28パーセント）と合致している。エングリ川発電所は2007年11月にはフル稼働におよび、それ以来水力発電のシェアはさらに増大してきている。エングリ川の国有の発電所は1,300メガワットの設備容量を有するのに加え、ジョージアの水力発電にかかわる生産基盤は多数の民間小企業のプラントによって構成されている。
近年では、ジョージアは地域における主要な電力輸出国となり、2010年には13億キロワットを輸出した。ジョージア国内の水力発電所は国内の電力利用の80ないし85%を産み出し、のこりの15ないし20%が火力発電所によってまかなわれている。ジョージア・エネルギー省によれば、これまでジョージアは水力資源のポテンシャルのほんの18%を利用してきたにすぎなかった。
ジョージアの水力発電への依存は、時として季節的な供給不足を補うための電力輸入を必要とし、国はそうした気候変動に対する脆弱性を放置しているが、より湿潤状態の期間にあっては輸出の可能性も開かれている。ジョージアはまだ、既存施設を改修するだけでなく、新しい水力発電所の建設を通じて、水力によって生成された電力を増大させる可能性を秘めている。

BTCパイプラインと南コーカサスパイプライン

旧ソ連諸国の多くが直面したいっそう困難な現実の一つは、ソ連からの燃料援助と輸送が途絶えたことであった。2004年以前、ジョージアの送電ネットワークは危機的な状況にあり、頻発する停電は全国共通の悩みであった。送電線の架設圧力を受けて、ジョージア政府は1998年から1999年にかけて一連の司法改革を手がけ、発電分野と電力市場の開発に着手した。エネルギー部門を政府より切り離して自由化する政策が講じられるあいだ、新法が制定され、ジョージアにおける独立したエネルギー規制機関である、ジョージア・国家エネルギー規制委員会（Georgian National Energy Regulatory Commission, GNERC）が発足した。
政府補助金の提供に加え、GNERCが国家的な改革の過程から修復にかかった費用の緩和策を講じることによって、ジョージアにおける電力価格および天然ガスの価格を引き上げることができた。これら諸改革ののち、エネルギー供給は一貫性のある24時間体制のサービスに近づいて、いっそう信頼性は高まっている。インフラへの投資もさかんに行われるようになった。現在、個人所有の私企業であるエネルゴ・プロ・ジョージアは、電力供給市場の62.5パーセントを占める。

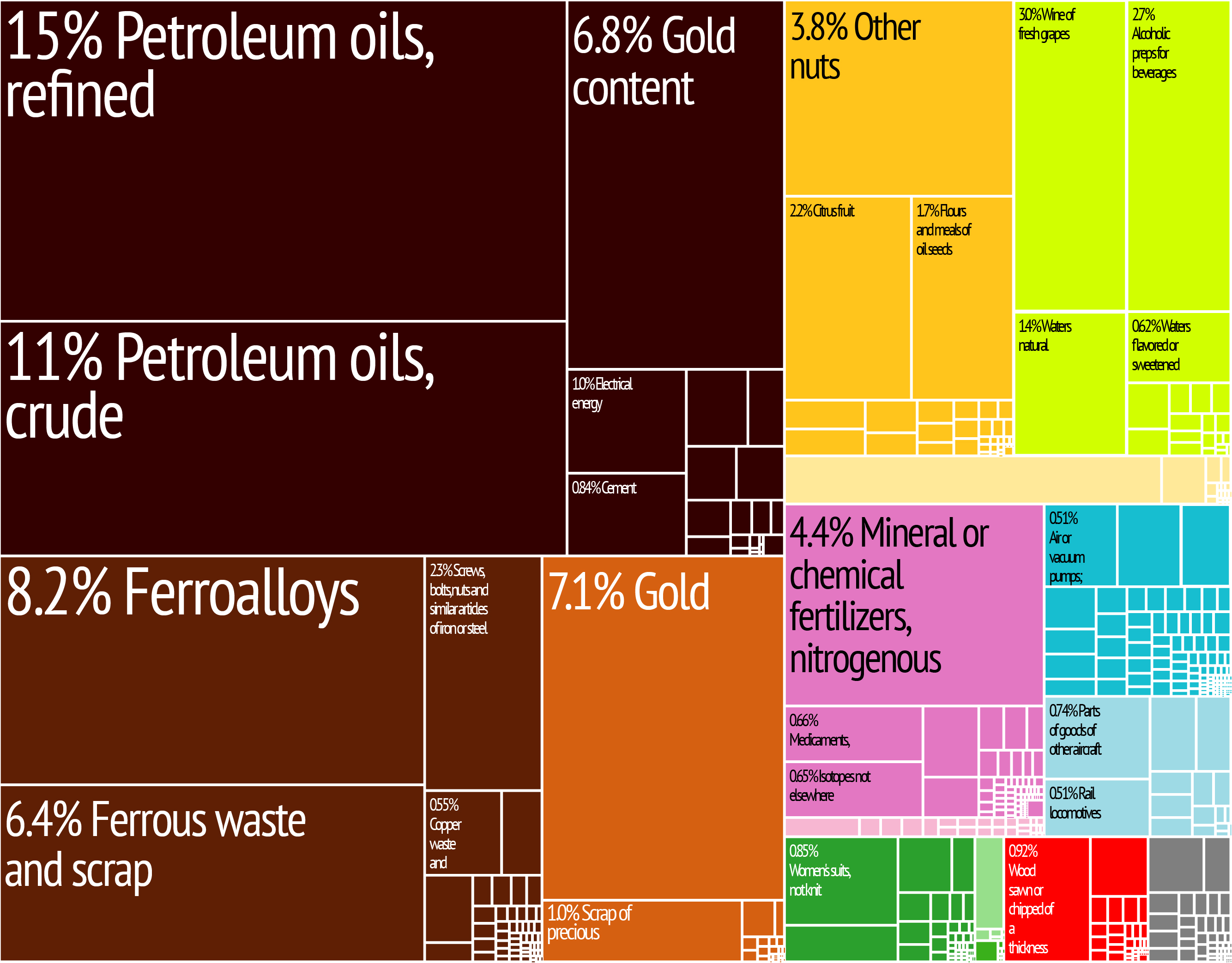
28色にカテゴライズされたジョージアからの輸出品のツリーマップグラフ

ジョージアはロシア、トルコ、アルメニア、アゼルバイジャンに対し、各国の電力網と接続する送電線を有している。2008年7月、ジョージアはカフカス山脈の電線を介し、ロシアへの電力輸出を開始した。そののち2009年に、エネルギー大臣のアレクサンデル・ヘタグリは、ビジネス上の取引のため、10年来イングリ川水力発電所を共同管理してきたロシアのエネルギー会社、国営インター統一電力（RAO）を攻撃するスキャンダルを煽動した。ヘタグリの提案は、水力プラントの使用のためにジョージア内に約9百万ドルのキャッシュ・フローをともなうものと思われた。ここにおいて、両国間の緊張は高まった。というのも、イングリ水力発電プラントはおよそ国家の総発電量の40ないし50パーセントの電力を提供するものではあるのだが、そこはまたロシアによって占領されたアブハジアという主権をめぐる境界上に位置しているからであった。
ジョージアの天然ガス消費量は2007年には18億立方メートルであった。天然ガスは以前はロシアによって供給されていた。しかし近年では、ジョージアは増加する水力発電やアゼルバイジャンからの天然ガス資源が利用可能となったおかげで、ロシアからの輸入依存を解消することができた。2006年7月に本格輸送の始まったBTCパイプランは、ロシアを経由せずに、カスピ海からヨーロッパ市場に年間5,000万トンの石油を輸送する巨大なパイプラインである。2006年には南コーカサスパイプラインの輸送も始まっている。加えて、アルメニアのすべてのロシアのガス輸出は、ジョージア内のパイプラインシステムを通過するので、ジョージアは、中継料として、ガスの10パーセントをアルメニアから受け取っている。
ジョージアは、ヨーロッパ連合（EU）の国際エネルギー協力プログラムであるINOGATEプログラムの提携国のひとつであり、これは4つの鍵となるトピックを有している。第一にエネルギー安全保障の強化であり、第二にヨーロッパ連合の経済政策によって生まれた単一市場を構成するエネルギー市場として、その収束の原理を共有すること、第三に「持続可能な開発」の支援、最後にエネルギーに対する共通の、ないし地域的な利害関心からもたらされる諸プロジェクトへの相互投資である

### 農業

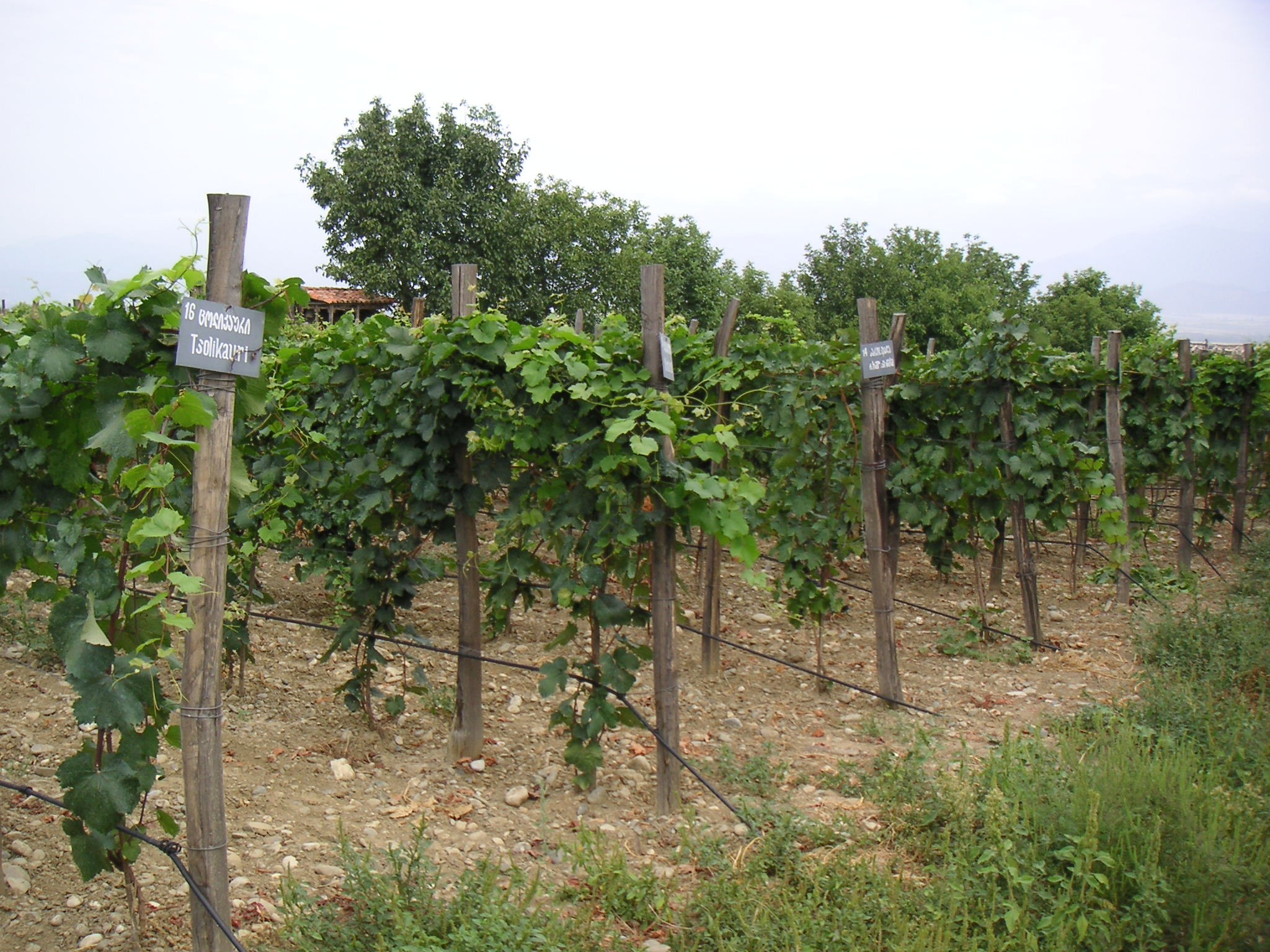
ジョージアのワイン用ブドウ畑

ジョージアは、茶、かんきつ類、ヘーゼルナッツ、タバコ、テーブルビート、優秀なワインの産地であり、バラやその他の花の精油を産する。主要な家畜は羊である。
現在、ジョージアの労働力全体の約55%が農業の従事者であるが、その多くは自給的農業にたずさわる零細農家である。ジョージアの農業生産は、内情不安やソヴィエト崩壊によって必要となったリストラによって引き起こされた荒廃からの復興途上にある。家畜生産は回復し始めているが、マイナーで散発的な病気の突発がつづいている。自給用穀物生産は増加しており、政府も基盤整備の改良事業に投資しており、その成果は適正な配分や利益として農家にもたらされている。茶、ヘーゼルナッツ、かんきつ類の生産は、これらの栽培にとって重要な地域であるアブハジアでの紛争の影響を大きく被っている。
ジョージアのGDP（2011年）のおよそ7%は農業関連部門によって産み出されている。ブドウ栽培とワイン（グルジアワイン）の製造はジョージア農業における最重要分野である。ジョージアでは450を超すローカルワイン用のブドウが栽培されており、世界でも最古のワイン産地さらに高品質ワインの生産地とみなされている。ロシアは伝統的にグルジアワイン最大の輸出市場であった。これは、しかし、2006年にロシアがジョージアからのワインおよびミネラルウォーターの輸入禁止によって変化した。これはロシア市場における低品質商品にかかわるジョージア政府職員の声明に先立つ措置であった。それ以来、ジョージアのワイン生産者は生産を維持し、新たな市場に参入するため苦しんでいる。
2011年に、ジョージアは48か国に合計5,400万ドルのワイン、および32か国に合計6,800万ドルのアルコール飲料を販売した。ワインとアルコール飲料は、それぞれ2.5％と3.1％のシェアを持つ輸出商品リストのトップ10に入る商品である。ジョージアのナショナル・ワイン・エージェンシーによれば、ジョージアのワイン輸出は2007年に比較して2011年の輸出は109%増えている。2012年の情報によれば、ジョージアは、43か国との間にワイン貿易をおこない、ボトル2,300万本以上を売り込んでいる。ジョージアにとって大きな輸出相手は、ウクライナ（ワイン輸出の47.3%）、カザフスタン（同18.9%）、およびベラルーシ（同6.9%）である。2011年の輸出は、ワイン、ミネラルウォーターおよびアルコール飲料のすべてが2006年の輸出を上回っている。ジョージアはまた、湧水が豊富であり、ミネラルウォーター生産は目玉産業の一つとなっている。ミネラルウォーター輸出は、35か国に対し48万ドルに達した。ジョージアの総輸出におけるミネラルウォーターのシェアは2.1％である。食品加工業は主要な農業生産との連携を発展させて、加工処理された製品の輸出は例年増加している。ナッツ（堅果）の輸出はおよそ6%（2011年）であり、1億3000万ドル相当輸出されて重要輸出品トップ10入りしている。ナッツは53か国に向け輸出されている。
ジョージアにおける地方人口（農村人口）は、2011年には総人口の48.2%であったが、2014年には46.3%に減少した。

### 観光
観光は、ジョージアのさらなる開発に向けて高い可能性を有するジョージア経済における急成長分野の一つである。近年、ジョージアへの訪問者の数が目にみえて急増しており、他の観光関連分野の成長に寄与している。2011年には、2010年にくらべ40%以上増加し、約300万人の観光客がジョージアを訪れた。
ジョージアの芸術と文化の豊かさは、長い伝統を有するイコン製作や金銀細工、刺繍、木彫、石彫などに現れており、ポリフォニーなど独自の音楽や民族舞踊は世界的にもよく知られているが、従来はそうした観光の可能性が政治的な混乱によって必ずしも活用されてこなかったのである。
観光分野の開発を促進するため、ジョージア政府は、交通機関や基本的なインフラの開発、また観光地の修復や開発に対し、民間投資世代に向けたて多額の投資をおこなっている。2011年には、観光関連サービスの総生産は2006年に比較して77%も増大し、経済の総生産の7.1%を構成するにいたった。
次の表は、観光でジョージアを訪れた外国人上位5か国を示している。
| 上位5カ国        | 2013年来訪者 | 2014年来訪者 | 増減    |
| ---------------- | ------------ | ------------ | ------- |
| トルコ           | 1 248 748    | 1 109 032    | -11.19% |
| アゼルバイジャン | 789 918      | 974 313      | 23.34%  |
| アルメニア       | 940 187      | 939 312      | -0.09%  |
| ロシア           | 597 606      | 639 985      | 7.09%   |
| ウクライナ       | 93 968       | 113 785      | 21.09%  |
| その他           | 429 269      | 411 168      | -4.22%  |
| 計               | 4 099 696    | 4 187 595    | 2.14%   |

### 物流
ジョージアは、起伏の多い地形にもかかわらず交通は比較的発達している。そしてまた、その位置の地理的・政治的重要性によって欧州・コーカサス・アジア輸送回廊（TRACECA）計画における鍵となるメンバーのひとつとなっている。この国がまさしくヨーロッパとアジアの中間に位置しているため、近い将来、「現代のシルクロード」における繁忙なハブ（結節点）となることが期待されているのである。2015年3月11日、ジョージアのマスメディアは、中国とジョージアの企業がアナクリア（サメグレロ＝ゼモ・スヴァネティ州）で水深の深い商業港の開発に関して北京で合意に達したことを報道した。商港は1,000ヘクタールを超える敷地に建設され、深海部へもアクセス可能なものが計画されている。
最初の列車は、7月28日、82個のコンテナと41個の足場を積んで中国からアゼルバイジャンのバクーへ向けてやってきた。2015年9月にはこの経路を用いてジョージアを通ってイスタンブールに向かう最初の貨物船が進水した。
自動車の再輸出は2014年から15年にかけてひどく減少した停滞期ジョージアの収入源のひとつとなった。もっとも注目されるのはアゼルバイジャンに向けてのものである。

### 財政
他のほとんどのポスト社会主義国と同様、ジョージアの金融部門は、銀行によって支配されている。2015年現在、21の商業銀行は5大銀行によって金融資産の大部分を支配されている。
銀行部門はいくつかの主要な課題に直面している。例えば、銀行は実体経済の資金調達において、持続的な貿易を安定化させるために必要な活動への投資は限られたものであるという点などである。

## ジョージアの人間開発指数
人間開発指数（HDI値）は各国を人間開発の4段階にランク付けするために用いられる、平均寿命、教育、所得指標の複合統計である。2012年のジョージアにおける人間開発指数は0.745を超え、世界の187の国と地域のなかでは72位であった。このランクはドミニカ共和国、レバノンおよびセントクリストファー・ネイビスとほぼ等しい水準である。 2005年から2012年の間、ジョージアのHDI値は、0.713から0.745となり約5パーセント向上したが、これは年率に直すと平均約0.6パーセントの増加である。2012年に使用されたデータに基づいて2011年のジョージアのHDIの順位を算定すると187か国中75位であった。そこで、2011年の人間開発指数順位は187か国中75位とランクされたが、基礎となるデータと方法が変更されたため、以前に発表された値とランキングとを比較することは誤解を招く恐れがある。
| 年   |  | 平均寿命 | 学校在籍期間 | 実質就学期間 | ひとりあたり国民所得 （2005 PPP$） |  | HDI値 |
| ---- |  | -------- | ------------ | ------------ | ---------------------------------- |  | ----- |
| 1980 |  | 69.7     | 12.9         | N/A          | 6849                               |  | N/A   |
| 1985 |  | 70.0     | 12.9         | N/A          | 8136                               |  | N/A   |
| 1990 |  | 70.5     | 12.9         | N/A          | 6134                               |  | N/A   |
| 1995 |  | 70.7     | 10.9         | N/A          | 1684                               |  | N/A   |
| 2000 |  | 71.8     | 11.7         | N/A          | 2064                               |  | N/A   |
| 2005 |  | 72.8     | 12.5         | 12.1         | 3650                               |  | 0.713 |
| 2010 |  | 73.5     | 13.2         | 12.1         | 4460                               |  | 0.735 |
| 2011 |  | 73.7     | 13.2         | 12.1         | 4727                               |  | 0.740 |
| 2012 |  | 73.9     | 13.2         | 12.1         | 5005                               |  | 0.745 |